# تپه اطراف شهر سوخته ۳۱۵
تپه اطراف شهر سوخته شماره ۳۱۵ مربوط به هزاره سوم قبل از میلاد است و در شهرستان زابل، بخش شیب آب، دهستان لوتک، روستای حومه شهر سوخته، ۲۱/۴۲ جنوب غربی پایگاه باستان‌شناسی شهر سوخته واقع شده و این اثر در تاریخ ۲۳ بهمن ۱۳۸۵ با شمارهٔ ثبت ۱۷۲۸۲ به‌عنوان یکی از آثار ملی ایران به ثبت رسیده است.